# Justin Berry
Justin Berry, född den 24 juli 1986, försvunnen i Mexico 2018, var en amerikan som blev känd genom de erotiska hemsidor som han underhöll, och tillsammans med andra manliga tonåringar medverkade på, från 13 års ålder. 2005, då han var 18 år, samarbetade han med en journalist som skrev en artikel om honom för The New York Times. Innan publiceringen lovades han immunitet från åtal mot att han hjälpte till med att ta fram uppgifter på andra personer som var involverade i hans hemsidor. Efter att artikeln publicerats kallades han till USA:s kongress för att vittna. Han arbetade senare som betald föreläsare.
Berry försvann under en resa i Mexico 2018 och misstänkts vara död.